# 桂女

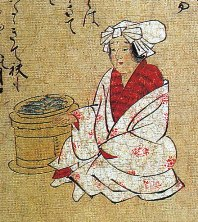
『三十二番職人歌合』（1494年）に描かれた「桂の女」（桂女）。

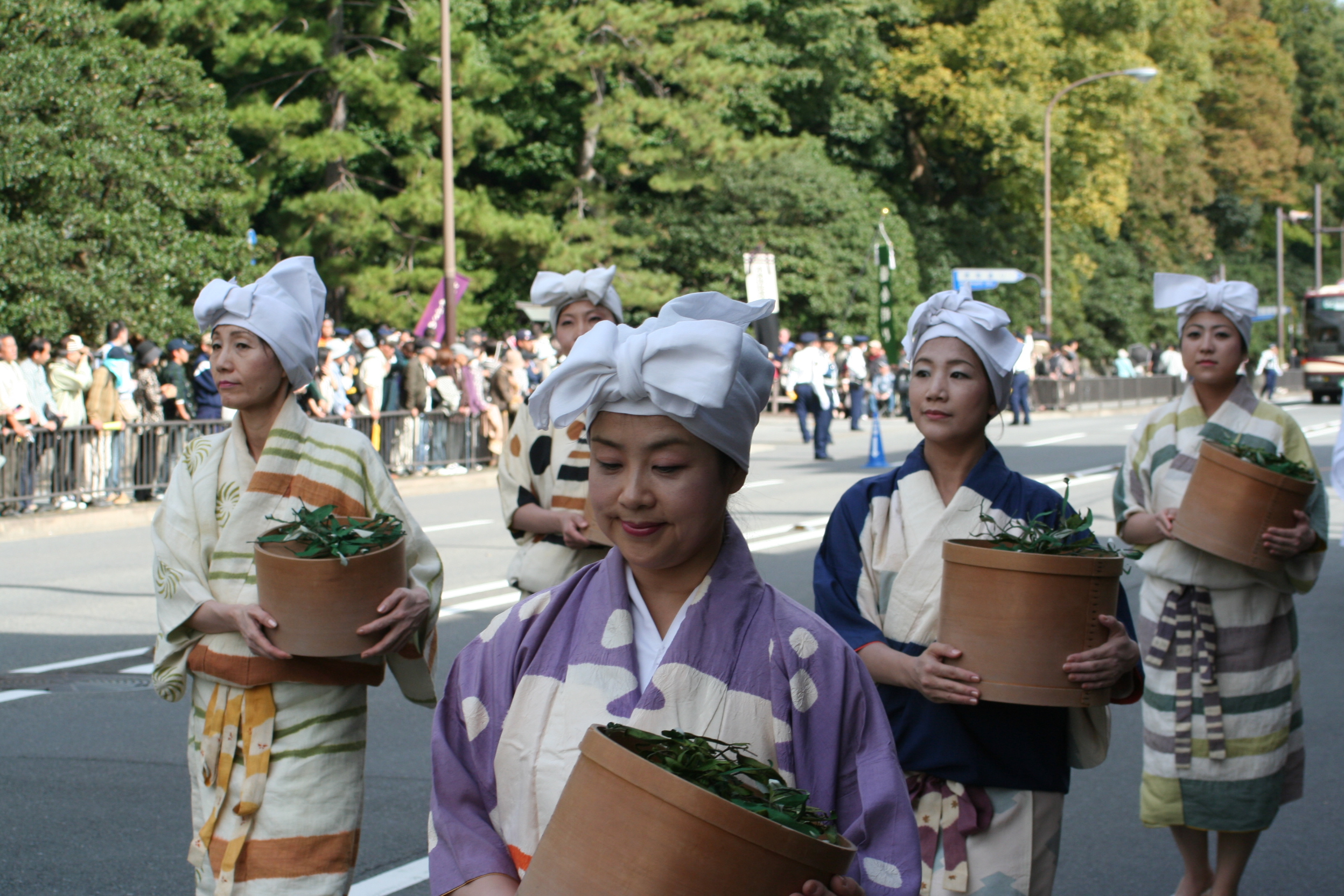
京都市時代祭で、桂女に扮した女性たち。手に曲げ物の器を持つ。

桂女（かつらめ）は、山城国葛野郡桂（現在の京都府京都市西京区桂）に住んでいた、あるいは頭に被り物「かつら（蔓）」を付けていたことからそう呼ばれた女性であり、かつて時代により巫女、行商、遊女、助産師、予祝芸能者といった役割を担った。桂御前（かつらごぜん）、桂姫（かつらひめ）、桂の女（かつらのめ）とも呼ばれた。

## 略歴・概要
「桂」の地は、現在の京都市西京区の桂川右岸（西側）一帯であり、古代（6世紀 - 12世紀）、中世（12世紀 - 16世紀）を通じて、桂御厨、桂殿、上桂荘（天暦年間、西暦950年代ころ成立）、下桂荘といった荘園が造営された地である。8世紀前半の『日本書紀』（720年）にはすでに「葛野」（かつらの）として登場した「桂」は、下桂荘に由来する下桂村を指し、「桂女」が住んだとされる「桂」の地は「下桂村」の村域を指す。北側は徳大寺村（現在の同区桂徳大寺町）、西側は上桂村（現在の同区上桂）と千代原村（現在の同区桂千代原町）、南側は川島村（現在の同区川島）と下津林村（現在の同区下津林）、東側は桂川に接するという村域である。
「桂」に住み、神功皇后を主祭神とした紀伊郡伏見（現在の京都市伏見区）の御香宮神社（862年以前に建立）に属し、同社および、八幡三所大神として神功皇后を祭神の一柱とする、綴喜郡八幡（現在の八幡市）の石清水八幡宮（860年建立）に仕える巫女に由来を求める説がある。「桂女」の特徴とされる、白い布で頭部を覆う「桂包」（かつらづつみ）は、三韓征伐（神話的出来事とされる）の際に、神功皇后から「桂女」の始祖が頂戴した腹帯に由来するという伝説がある。「桂女」の始祖は、武内宿禰の娘「桂姫」であり、「桂姫」が伝えた飴の製法が、のちの「桂飴」となったとも伝えられる。
平安時代後期（11世紀 - 12世紀）には、供御人として桂川で収獲した鮎を朝廷に献上する鵜飼集団の女性が源流であるともされる。鎌倉時代（12世紀 - 14世紀）には、桂からくる女性の鮎売を指し、桶を頭上に載せて売り歩くスタイルをとった。
室町時代、15世紀末の1494年（明応3年）に編纂された『三十二番職人歌合』には、「鬘捻」（かつらひねり）とともに「桂の女」として紹介されている。1500年（明応9年）に成立したとされる『七十一番職人歌合』には登場しない。『三十二番職人歌合』には、「桂女」の特徴、白い布で頭部を覆う「桂包」が描かれている。この時代になると、桂川での鵜飼が衰退し、鮎をなれずしにした鮎鮨、勝栗、飴といった食料品、酒樽のような道具を売り歩くようになる。「桂女」の商圏は京都市内だけではなく、関西地方の公家や寺院、守護大名の屋敷を渡り歩く、遊女的存在となっていく。
江戸時代（17世紀 - 19世紀）には、白い布で頭部を覆う「桂包」の特徴は定着し、年頭や八朔（旧暦8月1日）、あるいは婚礼、出産、家督相続の際には、京都市内の天皇、公家、京都所司代等の屋敷を訪れ、「祝い言」（ほかいごと）を発し、祈禱を行い、やがては疱瘡（現在の天然痘）や安産の札を売り歩くこともしたとされる。
明治以降の近代では「桂女」の風習は廃れ、「時代祭」の「中世婦人列」にその姿を見出すことができる。

## 異説
民俗学者の折口信夫は、桂女の呼び方は、桂の里に住んでいたからとする説と、頭に被り物「かつら（蔓）」をつけていたからとする説の二様の見方があるとし、折口自身は後者の説を取っている。